# Halo 4: Forward Unto Dawn
Halo 4: Forward Unto Dawn é uma web série de ficção científica baseado no universo da franquia Halo. Forward Unto Dawn se consiste em cinco episódios de 15 minutos cada lançados semanalmente, se iniciando em 5 de outubro de 2012, e mais tarde lançado como um único filme em DVD e Blu-Ray. A série foi produzida como uma campanha de marketing para o lançamento do jogo para console Halo 4, com a intenção de ampliar o interesse do público para a série Halo. Forward Unto Dawn foi filmado em Vancouver, Canadá, durante 25 dias em maio de 2012 com um orçamento de apenas US$ 10 milhões. O filme contém apenas 500 tomadas com imagens geradas por computador, mas os efeitos visuais receberam críticas positivas.

## Sinopse
Halo 4: Forward Unto Dawn narra a história do cadete Thomas Lasky, em uma academia de treinamento militar no século XXVI, durante o ataque dos Covenant, uma aliança de raças alienígenas. Lasky é incerto quanto ao futuro de sua carreira militar, ao se sentir pressionado a seguir os mesmos passos de sua mãe e seu irmão. Lasky e seus colegas de esquadrão são resgatados por Master Chief e, após a morte de Chyler Silva, por quem era apaixonado, Lasky é inspirado por Master Chief a tomar a iniciativa de salvar os cadetes restantes.

## Recepção e crítica
Forward Unto Dawn recebeu o Streamy Award e diversos membros da equipe receberam premiações por seu trabalho de edição, produção e filmagem. A série também ganhou o Motion Picture Sound Editors Golden Reel Award para a edição de som. Os críticos se mostraram impressionados com os efeitos visuais, mas acharam o desenrolar da trama demasiadamente lento na primeira metade da série, assim como o fato de a maioria das personagens terem sua história mal desenvolvida.